# Мавровуни (планина в Янинско)
Вижте пояснителната страница за други значения на Мавровуни.
Мавровуни (на гръцки: Μαυροβούνι) е висока планина в състава на планинската верига Северен Пинд, Гърция. Разположена е на границата между Янинско в Епир и Гревенско в Македония, северно от Мецово. Най-висок връх е Автия Фленга с височина 2157 m.

## Географска характеристика

### Положение, граници, големина
На юг граничи с масива на Зигос, на изток – през седловината Салатура (1730 m) с масива на Милия (Какоплеври). Долината Валия Калда и потокът Аркудас или Аркудорема (приток на Аоос) отделя Мавровуни от разположения северно масив Авго. Югозападна и западна граница на масива е долината на Аоос. Мавровуни се простира на 12 km при средна ширина 6 km. Билото е линейно, с направление северозапад-югоизток.
Някои източници погрешно включват Мавровуни в състава на планината Лигос заедно с масивите на Авго, Милия и Зигос. Лигос е исторически топоним с неустановено положение, споменаван от Херодот, Тукидид и Страбон в контекста на древна Линкестида, но тя е разположена северно от района на Мецово. Географите на XVIII и XIX век споменават Лигос на мястото на днешните Тимфи и Смолика.
Скалите на планината са флиш и офиолити.
Планината, в която има гори от черен бор и черна мура, е част от Националния парк „Пинд“ (F.E.K. 120A/1966), както и Националния парк „Северен Пинд“ (F.E.K. 126B/2003). Също така е част от мрежата от защитени зони Натура 2000 (1310002 & 1310003) и е обявена за орнитологично важно място (068).

### Води
В южните поли на Мавровуни е разположено платото Полицес, което дава началото на река Вьоса. От източните склонове на планината над село Милия води началото си река Венетикос, голям десен приток на Бистрица (Алиакмонас).
На 800 метра северно от връх Автия Фленга има две малки езера, Ано и Като Фленга на височина съответно 1940 и 1920 m. На платото Полицес в южните поли на Мавровуни през 1991 година е изграден язовирът Аос (на гръцки: Λίμνη Πηγών Αώου), който завирява водите при изворната зона на Вьоса. Разположен е на височина 1350 m и има площ 11,5 km2. Използва се за напояване и производство на електрическа енергия.
| Име                            | Име                               | Височина | Местоположение |
| ------------------------------ | --------------------------------- | -------- | -------------- |
| Автия Фленга, Флега            | Αυτιά Φλέγγα, Φλέγκα              | 2157 m   |                |
| Автия, Палиолапата             | Αυτιά, Παλιολάπατα                | 2081 m   |                |
| Аркуда                         | Αρκούδα                           | 1800 m   |                |
| Дикорфо, Конди, Судзата        | Δίκορφο, Κόντη, Σουτζάτα          | 1970 m   |                |
| Казарма                        | Καζάρμα                           | 1739 m   |                |
| Капетан Клиди                  | Καπετάν Κληδή                     | 2036 m   |                |
| Киргу, Киряку                  | Κύργου, Κυριακού                  | 1499 m   |                |
| Коромилия, Крумболия           | Κορομηλιά, Κρουμποληά             | 2000 m   |                |
| Милия, Билия                   | Μπηλιά, Μπίλια                    | 1956 m   |                |
| На̀на                           | Νανά, Νάνα (местно)               | m        |                |
| Певкофито                      | Πευκόφυτο                         | 1587 m   |                |
| Салатура                       | Σαλατούρα                         | 2019 m   |                |
| Тока                           | Τόκα                              | 1549 m   |                |
| Трия Синора                    | Τρία Σύνορα                       | 2049 m   |                |
| Тумба Арванити, Цумес Арванити | Τούμπα Αρβανίτη, Τσούμες Αρβανίτη | 1483 m   |                |

## Туризъм
В местността Кокини Вриси на 1850 m е разположена мецовската туристическа хижа. Отстои на 1 km южно от билото под върховете Трия Синора (2050 m) и Салатура (2019 m). Построена е в 2002 година и има капацитет 29 места. Преходът от хижата до най-високия връх Автия Фленга е 2:30 часа.
Мавровуни е на трасето на Европейският маршрут Е6. Той свързва Мецово с Милия, Валия Калда, Вовуса, Дистрато, Самарина и Жужел. Вариант на трасето се отклонява от Валя Калда за Периволи, Авдела, хижата на Василица, Самарина и Жужел.